# روبرت شيلدون

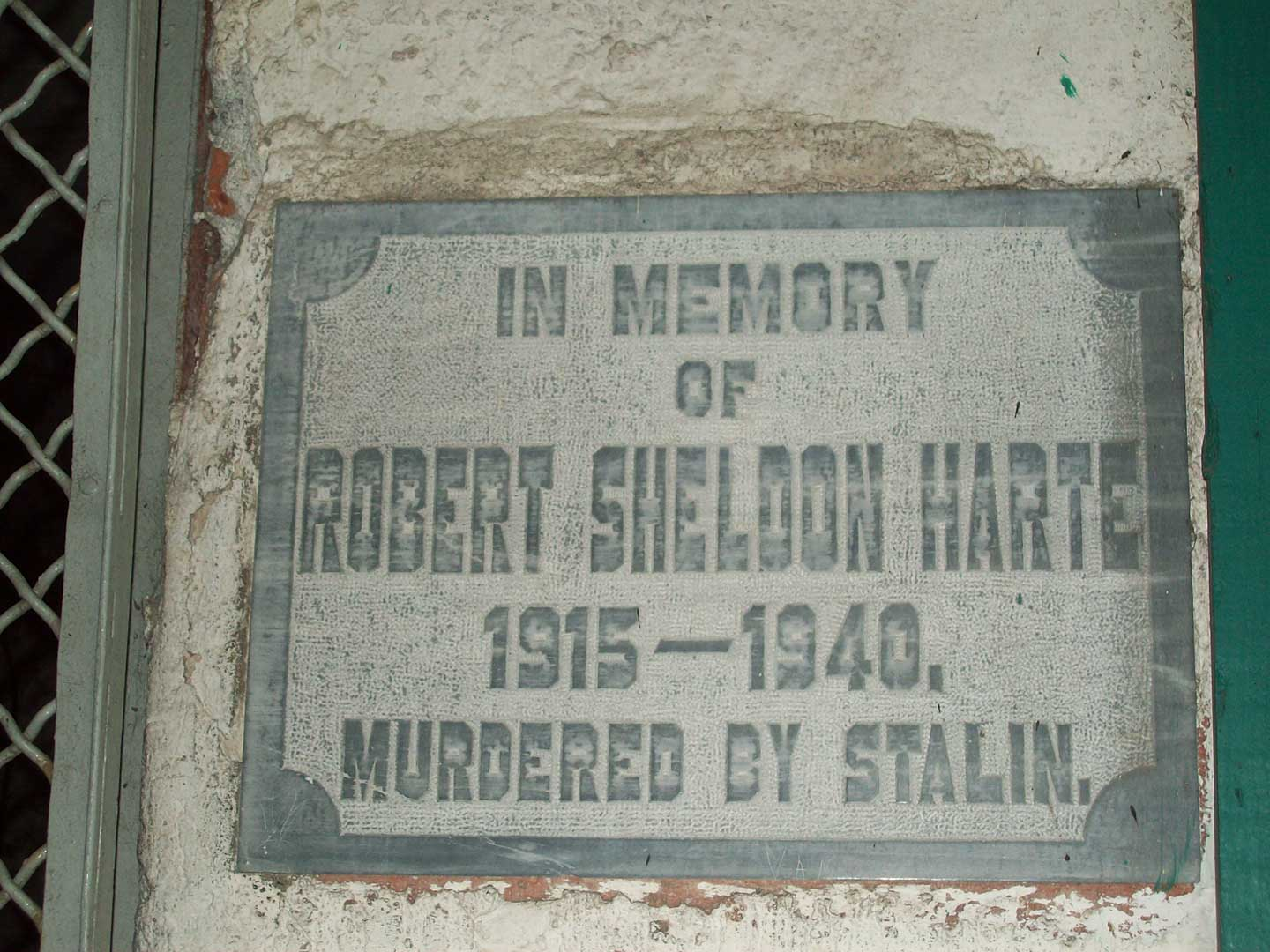
لوحة بالإنجليزية كتب عليها "روبرت شيلدون قتله ستالين".

روبرت شيلدون (بالإنجليزية: Robert Sheldon Harte)‏ ، من مواليد 1915م ، وقتل على يد العميل السوفيتي عام 1940م ، وهو سياسي شيوعي ينتمي لفكر تروتسكي ، قتل في منزل المعارض السوفيتي ليون تروتسكي في المكسيك.

## وصلات خارجية
رابط موقع الماركسيون حول قتل روبرت شيلدون.